# Leonhard von Holler

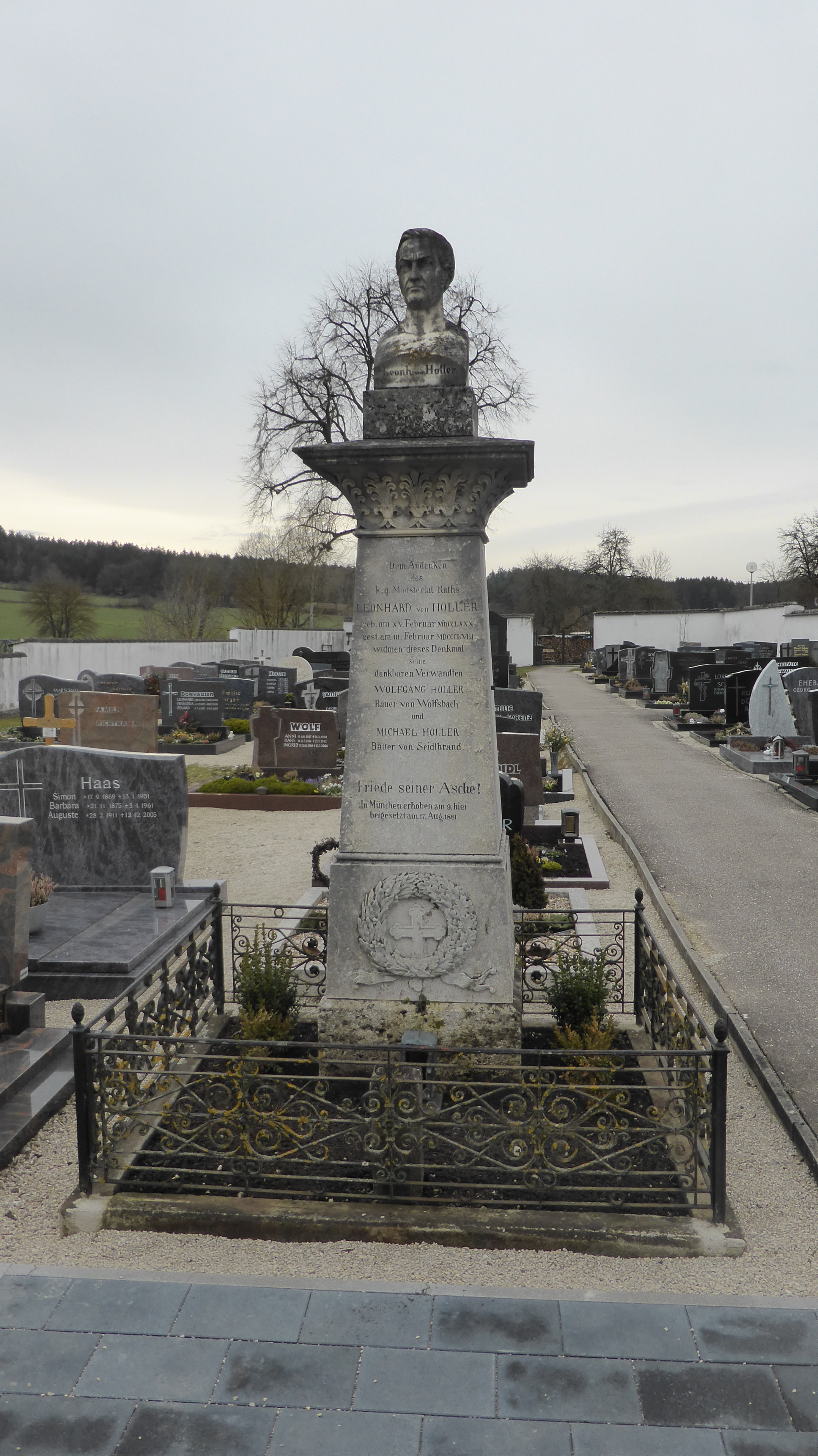
Grabmal auf dem Friedhof von Wolfsbach

Johann Georg Leonhard Holler, ab 1814 Ritter von Holler (auch Georg Leonhard von Holler; * 15. Februar 1780 in Wolfsbach bei Ensdorf; † 3. Februar 1858 in München), war ein deutscher Verwaltungsjurist.

## Leben
Holler besuchte die Universität Landshut. Dort studierte er Rechtswissenschaften und promovierte 1804 mit der Arbeit Geschichte und Würdigung der deutschen Patrimonialgerichtsbarkeit, mit besonderer Rücksicht auf Bayern zum Lic. iur. Anschließend war er zunächst Assessor bei der kurfürstlichen Landesdirektion in Baiern und ab 18. Februar 1805 Stadtcommissär und Polizeidirektor von Schweinfurt. Am 23. Mai 1806 erfolgte seine Beförderung zum Rat bei der Landesdirektion der Provinz Bamberg.
Holler kam mit der Ernennung zum 15. September 1808 als weltlicher katholischer Rat in die neugegründete Kirchensektion des Staatsministeriums des Innern nach München und erhielt den Titel Oberkirchenrat. Im Jahr 1814 wurde er mit dem Ritterkreuz des Verdienstordens der Bayerischen Krone geehrt und in diesem Zuge zum Ritter von Holler nobilitiert.
Holler konnte das Vertrauen des Ministers Maximilian Graf von Montgelas gewinnen und wurde 1815 Vorstand der Kirchensektion sowie Mitglied der Commission zur Berathung eines Polizeistrafgesetzbuchs. Außerdem war er maßgeblich an den Aushandlungen um das Bayerische Konkordat von 1817 sowie dem Religionsedikt vom 17. Juni 1818 beteiligt.
Holler konnte sich auch nach dem Sturz von Graf Montgelas im Amt halten und wurde darüber hinaus am 20. März 1817 zum Zweiten Ministerialrat, am 25. September desselben Jahres zum Ersten Ministerialrat befördert. In dieser Position hatte er bei Abwesenheit des Generaldirektors die Geschäfte des protestantischen Oberkonsistoriums zu führen. 1823 wurde er überraschend der Leitung des Hauptreferats für Kirchensachen enthoben und nach dem Tod von König Maximilian 25 Jahre vor dem Pensionsalter 1825 in den Ruhestand versetzt.
Holler lebte nach seiner Pensionierung zurückgezogen und konnte ein großes Vermögen anhäufen, das der kinderlose Beamte, seiner Heimatgemeinde nach seinem Tod in Stiftungen zur Verfügung stellte. Er ist in Wolfsbach bestattet.

## Werke
- Basrelief am Sarkofage des Jahrzehends, Seidl, Amberg 1800.
- Geschichte und Würdigung der deutschen Patrimonialgerichtsbarkeit, mit besonderer Rücksicht auf Bayern, Landshut 1804.
- Die Diöcesanverfassung des Königreiches und die hierarchische Verfassung in Baiern, München 1814.